# Zuzana Šebová
Zuzana Kubovčíková Šebová (* 1. dubna 1982, Žiar nad Hronom) je slovenská herečka. Jejím otcem je hudební manažer Jozef Šebo  a jejím manželem je Michal Kubovčík.
Navštěvovala Dětskou muzikálovou školu v Bratislavě, později nastoupila na bratislavskou konzervatoř. Účinkuje v divadlech GUnaGU, Studio L + S, ElleDanse a v Trnavském divadle. Proslavila se rolí Inci v Paneláku. Také účinkuje v zábavných pořadech Haló a Kredenc. V roce 2008 účinkovala v sitcomu Normální rodinka. Věnuje se i dabingu.
Její životním, i častým hereckým, partnerem je herec a imitátor Michal Kubovčík. V letech 2015 a 2016 získala diváckou cenu OTO v kategorii Herečka.

## Filmografie
- 2016 – Cuky Luky Film
- 2016 – Zoo (TV seriál)
- 2015 – Agáve
- 2015 – Horná Dolná (TV seriál)
- 2015 – Odvrácená strana měsíce (divadelní záznam)
- 2015 – Vojtech
- 2014 – Kredenc (TV seriál)
- 2014 – Ochránci (TV seriál)
- 2014 – Slovensko 2.0
- 2014 – Vrátila se jednou v noci (divadelní záznam)
- 2013 – Teatro (studentský film)
- 2012 – Dr. Dokonalý (TV seriál)
- 2012 – Tygři ve městě
- 2010 – Aféry (TV seriál)
- 2009 – Odsúdené (TV seriál)
- 2009 – Jménem zákona (TV seriál)
- 2008 – Panelák (TV seriál)